# Bogatec
Bogatec je priimek več znanih Slovencev:
- Arianna Bogatec, jadralka, prejemnica Bloudkove plakete
- Livij Bogatec, igralec, prejemnik nagrade na Borštnikovem srečanju
- Rudolf Bogatec, rimskokatoliški duhovnik
- Štefan Bogatec-Peter, španski borec